# Crawford County (Indiana)
Crawford County ist ein County im Bundesstaat Indiana der Vereinigten Staaten. Der Verwaltungssitz (County Seat) ist English.

## Geographie
Das County liegt im Süden von Indiana, grenzt an Kentucky und hat eine Fläche von 800 Quadratkilometern, wovon acht Quadratkilometer Wasserfläche sind. Es grenzt im Uhrzeigersinn an folgende Countys: Orange County, Washington County, Harrison County, Meade County (Kentucky), Perry County und Dubois County.

## Geschichte
Crawford County wurde am 29. Januar 1818 aus Teilen des Harrison County, Orange County und Perry County gebildet. Benannt wurde es nach William Harris Crawford einem US-amerikanischen Politiker, Kriegs- und Finanzminister.
Zwei Bauwerke und Stätten des Countys sind im National Register of Historic Places eingetragen (Stand 31. August 2017).

## Demografische Daten
Nach der Volkszählung im Jahr 2000 lebten im Crawford County 10.743 Menschen in 4181 Haushalten und 3056 Familien. Die Bevölkerungsdichte betrug 14 Einwohner pro Quadratkilometer. Ethnisch betrachtet setzte sich die Bevölkerung zusammen aus 98,27 Prozent Weißen, 0,16 Prozent Afroamerikanern, 0,38 Prozent amerikanischen Ureinwohnern, 0,13 Prozent Asiaten, 0,15 Prozent Bewohnern aus dem pazifischen Inselraum und 0,30 Prozent aus anderen ethnischen Gruppen; 0,61 Prozent stammten von zwei oder mehr Ethnien ab. 0,93 Prozent der Bevölkerung waren spanischer oder lateinamerikanischer Abstammung.

Alterspyramide des Crawford County

Von den 4181 Haushalten hatten 32,5 Prozent Kinder unter 18 Jahre, die mit ihnen im Haushalt lebten. 59,1 Prozent waren verheiratete, zusammenlebende Paare, 9,5 Prozent waren allein erziehende Mütter und 26,9 Prozent waren keine Familien. 22,5 Prozent waren Singlehaushalte und in 9,4 Prozent lebten Menschen mit 65 Jahren oder darüber. Die Durchschnittshaushaltsgröße betrug 2,55 und die durchschnittliche Familiengröße lag bei 2,96 Personen.
25,6 Prozent der Bevölkerung waren unter 18 Jahre alt, 8,4 Prozent zwischen 18 und 24, 28,4 Prozent zwischen 25 und 44 Jahre. 25,0 Prozent zwischen 45 und 64 und 12,6 Prozent waren 65 Jahre alt oder älter. Das Durchschnittsalter betrug 37 Jahre. Auf 100 weibliche Personen kamen 101,4 männliche Personen. Auf 100 Frauen im Alter von 18 Jahren und darüber kamen 97,9 Männer.
Das jährliche Durchschnittseinkommen eines Haushalts betrug 32.646 USD, das Durchschnittseinkommen der Familien 37.869 USD. Männer hatten ein Durchschnittseinkommen von 30.649 USD, Frauen 21.128 USD. Das Prokopfeinkommen betrug 15.926 USD. 11,1 Prozent der Familien und 16,8 Prozent der Bevölkerung lebten unterhalb der Armutsgrenze.

## Orte im County
- Alton
- Artist Point
- Beechwood
- Brownstown
- Cape Sandy
- Carefree
- Curby
- Deuchars
- Eckerty
- English
- Fredonia
- Grantsburg
- Hogtown
- Leavenworth
- Magnolia
- Marengo
- Mifflin
- Milltown
- Pilot Knob
- Riceville
- Riddle
- Sulphur
- Sulphur Springs
- Switzer Crossroads
- Taswell
- Temple
- West Fork
- Wickliffe
- Wyandotte

Townships
- Boone Township
- Jennings Township
- Johnson Township
- Liberty Township
- Ohio Township
- Patoka Township
- Sterling Township
- Union Township
- Whiskey Run Township